# Delias neeltje
Delias neeltje is een vlindersoort uit de familie van de Pieridae (witjes), onderfamilie Pierinae.
Delias neeltje werd in 1992 beschreven door Gerrits & van Mastrigt.